# Dieter Schulz (Fußballspieler, 1939)
Dieter „Stopper“ Schulz (* 17. Mai 1939 in Bielefeld; † 31. Januar 2018) war ein deutscher Fußballspieler.

## Werdegang
Schulz begann seine fußballerische Karriere beim VfB 03 Bielefeld und wurde dort Ende der 1950er Jahre zum Leistungsträger in der Abwehr. Im Jahre 1960, nach anderen Quellen bereits 1959, wechselte Schulz zu Arminia Bielefeld. Für den Wechsel, für den Arminias damaliger Präsident Alfred Rahe sich stark eingesetzt hatte,  schenkte der Verein Schulz ein Mofa. Mit dem Wechsel wurde das Ende der sportlichen Rivalität zwischen den beiden großen Bielefelder Vereinen eingeläutet. In der Saison 1959/60 belegte der VfB 03 noch Platz drei und die Arminia Platz fünf der seinerzeit drittklassigen Verbandsliga Westfalen. Anschließend trennten sich die sportliche Wege der jahrzehntelangen Rivalen für immer.
In der Saison 1961/62 wurde Schulz mit der Arminia Westfalenmeister, nachdem sich die Bielefelder in den Endspielen gegen den BV Brambauer durchsetzen konnte. Ein Jahr später gelang der Mannschaft von Trainer Hellmut Meidt durch einen 4:1-Sieg am letzten Spieltag gegen den Dortmunder SC 95 die Qualifikation für die neu geschaffene Regionalliga West. Zu dieser Zeit bekam er auch von seinem Mitspieler Harry Garstecki seinen Spitznamen „Stopper“ verpasst. Mit der Arminia erlebte Schulz in den folgenden Jahren wechselvolle Zeiten in der Regionalliga West. 1966 gewann der Verein den Westdeutschen Pokal durch einen 3:2-Sieg über Alemannia Aachen. Vier Jahre später wurde die Arminia Vizemeister und schaffte in der folgenden Aufstiegsrunde den Sprung in die Fußball-Bundesliga. 
In den folgenden Spielzeiten 1970/71 und 1971/72 absolvierte Schulz 28 Bundesligaspiele und erzielte zwei Treffer für die Arminen. Zu dieser Zeit verlor er nach einer Roten Karte seinen Stammplatz. Darüber hinaus soll Arminias damaliger Trainer Egon Piechaczek andere Spieler bevorzugt haben. Nach einer weiteren Nichtnominierung für ein Spiel ging Schulz mit seiner damaligen Frau zur Adlerwarte Berlebeck. Als die Bielefelder in Folge des Bundesliga-Skandals im Sommer 1972 zwangsabsteigen mussten, spielte er noch zwei weitere Jahre in der Regionalliga West für die Arminia, ehe er ab 1974 seine Karriere als Spielertrainer des Verbandsligaaufsteigers TSG Harsewinkel ausklingen ließ. Es folgten Trainerstationen beim TuS Dornberg, SuS Lage sowie beim SV Avenwedde aus Gütersloh, bevor er sich vom Fußball zurückzog.

## Spielweise
Während er in seinen frühen Jahren bei Arminia Bielefeld noch als Mittelläufer spielte, wechselte er während der ersten Regionalligaära auf die Position des Liberos. Schulz galt als kopfballstarker Spieler mit einer für seine Zeit unüblichen körperlichen Fitness. Er genoss den Ruf eines harten Verteidigers, der weder sich noch seine Gegenspieler schonte. Anfang der 1960er Jahre erlitt Schulz während eines Spiels bei Germania Datteln eine Risswunde an der Stirn. Im Krankenhaus erhielt er einen Verband um den Kopf, kehrte aufs Spielfeld zurück und erzielte per Kopf den 3:2-Siegtreffer. Nach einer Verletzung am Ellbogengelenk setzte Schulz nur 14 Tage aus, nach einem Jochbeinbruch musste er nur vier Wochen pausieren. Lediglich eine Nervenlähmung setzte ihn mit drei Monaten längerfristig außer Gefecht.
Zu seiner Spezialität gehört die von seinem Mitspieler Harry Garstecki als „eingesprungene Fluggrätsche“ bezeichneten Tacklings. Ein berühmtes Foto zeigt Schulz, wie er mit im Flug und mit ausgestrecktem Bein den ballführenden Johnny Hansen vom FC Bayern München attackiert. Laut Schulz habe der Schiedsrichter erkannt, dass Schulz den Ball spielte und hat auf Eckstoß entschieden. Trotz seiner Härte galt Schulz immer als fairer Sportsmann, der nur zweimal des Feldes verwiesen wurde: einmal wegen Beleidigung des Schiedsrichters bei einem Spiel gegen den SC Viktoria Köln, ein anderes Mal nach einer Tätlichkeit gegen Ludwig Denz von Rot-Weiß Oberhausen.

## Leistungen und Ehrungen
Insgesamt bestritt der beinharte Verteidiger von 1962 bis 1974 für Arminia Bielefeld 292 Spiele und erzielte dabei 16 Tore. Hiervon entfallen 28 Spiele und zwei Tore auf die Bundesliga, 228 Spiele und 13 Tore auf die Regionalliga West, acht Spiele und ein Tor auf die Aufstiegsrunde zur Bundesliga sowie ein Tor auf die II. Division West. Dieter Schulz ist damit Rekordspieler von Arminia Bielefeld in der zweitklassigen Regionalliga West. Schulz ist der einzige Spieler der Bielefelder, der den kompletten Weg von der Verbandsliga in die Bundesliga mitging. Nach Unstimmigkeiten wegen seines Abschiedsspiels brach Schulz später für einige Jahre mit der Arminia, jedoch kam es später zu einer Versöhnung.
Im Jahr 2005 wurde Dieter Schulz im Rahmen der Feierlichkeiten zum hundertjährigen Vereinsjubiläums in die DSC-Jahrhundertelf gewählt, wo er gemeinsam mit Günther Schäfer und Thomas Stratos die Abwehr bildet. Seit dem gleichen Jahr gibt es einen Arminia Bielefeld-Fanclub, der ihm zu Ehren den Namen „Stopper Schulz“ trägt. 2014 veröffentlichten die Autoren Michael König und Philipp Kreutzer das Buch 111 Gründe, Arminia Bielefeld zu lieben – Eine Liebeserklärung an den großartigsten Fußballverein der Welt. Der 27. Grund war, dass niemand so schrecklich-schön grätschte wie Schulz. Noch heute werden auf Fußballplätzen in Bielefeld und Umgebung rustikale Fouls mit Kommentaren wie „Fast wie Stopper Schulz!“ kommentiert.

## Nach der Karriere
Nach dem Ende seiner Trainerkarriere betrieb Schulz zunächst eine Tankstelle, bevor er in Bielefeld die nach seinem Spitznamen benannte Gaststätte „Zum Stopper“ leitete. Kurioserweise trank Schulz während seiner aktiven Karriere nie Alkohol. Bis 2012 betrieb Schulz das Restaurant „Im Heeper Felde“ in der Bielefelder Kleingartenkolonie in der Nähe der Radrennbahn.
Dieter Schulz starb nach kurzer schwerer Krankheit am 31. Januar 2018 im Alter von 78 Jahren.